# Bolesław Zawadzki

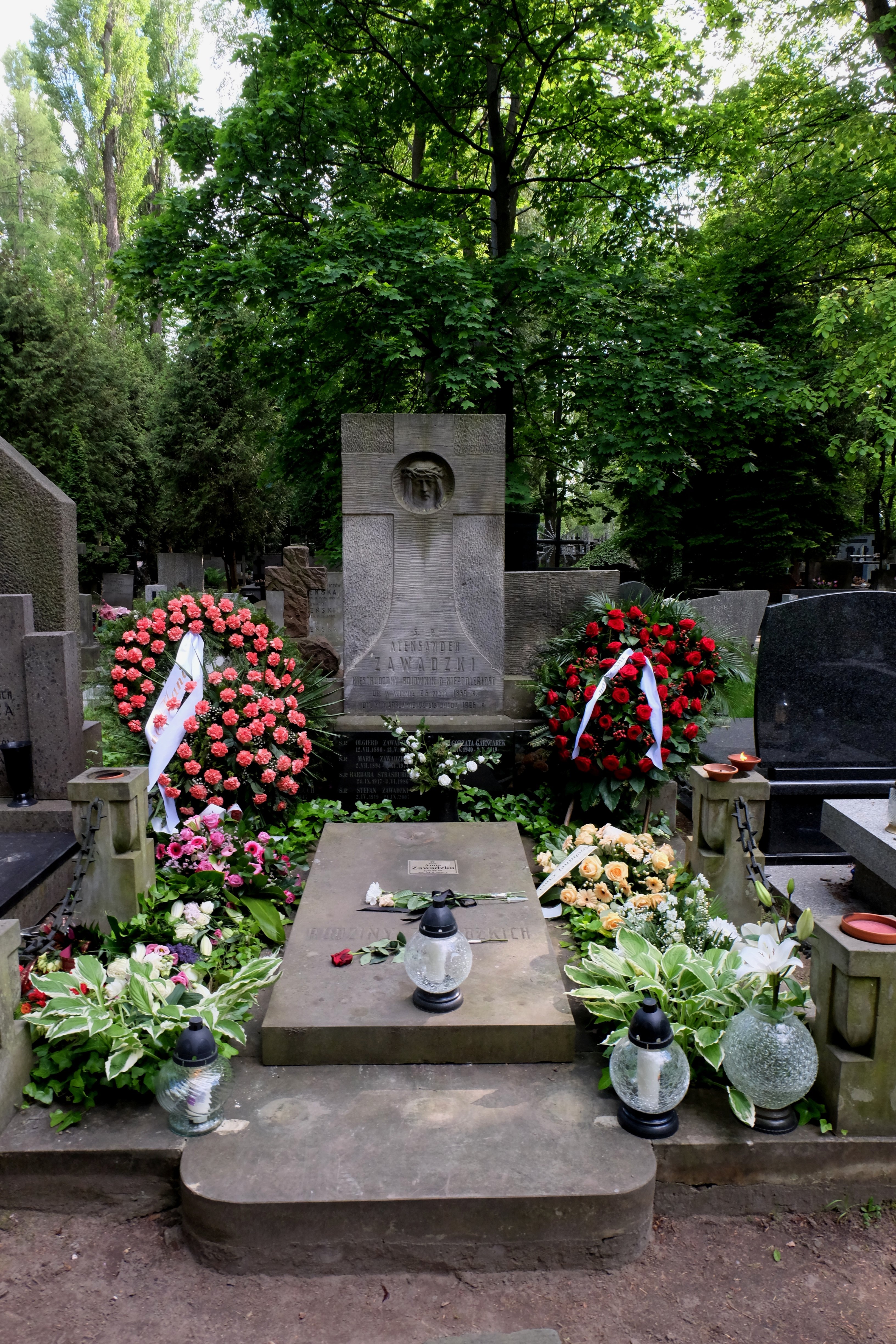
Grób Bolesława Zawadzkiego na Cmentarzu Wojskowym na Powązkach w Warszawie

Bolesław Zawadzki, ps. „Karol Pomorski” (ur. 15 sierpnia 1892 w Wilnie, zm. 9 września 1941 w Warszawie) – major dyplomowany piechoty Wojska Polskiego, działacz niepodległościowy, kawaler Orderu Virtuti Militari, dziennikarz.

## Życiorys
Urodził się 15 sierpnia 1892 w Wilnie, w rodzinie Aleksandra (1859–1926) i Ludwiki z Wysłouchów (1864–1954). Podczas nauki był uczestnikiem strajków szkolnych, a od 1908 czynnie działał w niepodległościowych organizacjach młodzieżowych, za co trzykrotnie go aresztowano i więziono. W 1912 ukończył Gimnazjum Mariana Rychłowskiego, a następnie wyjechał do Krakowa w którym przez dwa semestry był uczniem na wydziale filozoficznym. Później przeniósł się do Lwowa, gdzie działał w Polskich Drużynach Strzeleckich oraz „Zarzewiu”.
Po wybuchu I wojny światowej wstąpił do Legionów Polskich. Służył w 1 kompanii V batalionu 5 pułku piechoty. 21 maja 1915 został ranny w lewą rękę w bitwie pod Konarami. 2 lipca 1915 c. k. Komenda Legionów Polskich mianowała go chorążym w piechocie z odznakami XII rangi (starszeństwo z 15 czerwca 1915). W tym samym czasie był mianowany podporucznikiem w I Brygadzie Legionów Polskich. Latem tego roku został przeniesiony do 6 pułku piechoty, w którym do 31 lipca był adiutantem baonu, a następnie komendantem plutonu w 5. kompanii II baonu. 26 października 1915 w czasie walk na Wołyniu został ranny. 14 listopada leczył się w szpitalu w Bistrai. Wiosną 1917 pełnił służbę w Krajowym Inspektoracie Zaciągu, a jego oddziałem macierzystym był nadal 6 pp. W lipcu tego roku, po kryzysie przysięgowym, wstąpił do Polskiej Siły Zbrojnej.
W lutym 1918 był przydzielony do Szkoły Podchorążych w charakterze instruktora. Następnie był w szkole dowódcą klasy „J” (9 listopada 1918), a później dowódcą klasy 19. (10 września-6 grudnia 1919). W międzyczasie od 9 maja do 16 września 1919 walczył na froncie na stanowisku dowódcy III batalionu Białostockiego Pułku Strzelców. 2 stycznia 1920 rozpoczął naukę w Wojennej Szkole Sztabu Generalnego w Warszawie. 18 kwietnia 1920, w związku z przygotowywaną wyprawą kijowską, kurs został przerwany, a on otrzymał przydział do Oddziału V Naczelnego Dowództwa Wojska Polskiego. Od 19 kwietnia do 1 czerwca był referentem w Oddziale I Naczelnego Dowództwa WP, a od 2 lipca do 31 grudnia 1920 adiutantem IV Brygady Litewsko-Białoruskiej. 15 lipca 1920 został zatwierdzony z dniem 1 kwietnia 1920 w stopniu majora, w piechocie, w grupie oficerów byłych Legionów Polskich.
Od stycznia 1921 kontynuował naukę na II kursie Wojennej Szkoły Sztabu Generalnego. 6 września, po ukończeniu kursu, otrzymał dyplom naukowy oficera Sztabu Generalnego i przydział do Oddziału III Sztabu Generalnego na stanowisko kierownika referatu operacyjnej służby sztabów. 3 maja 1922 został zweryfikowany w stopniu majora ze starszeństwem z 1 czerwca 1919 i 450. lokatą w korpusie oficerów piechoty. W tym samym roku był wykładowcą historii wojskowej w Oficerskiej Szkole Piechoty. Od 1 stycznia 1923 był kierownikiem referatu w Biurze Historycznym Sztabu Generalnego. W grudniu 1925 został przesunięty na stanowisko pełniącego obowiązki zastępcy szefa biura. W czerwcu 1926 został przeniesiony do 35 pułku piechoty w Brześciu nad Bugiem na stanowisko dowódcy II batalionu. W 1927 pełnił obowiązki zastępcy dowódcy pułku, a od 25 maja do 5 lipca także obowiązki dowódcy pułku. 6 grudnia ponownie objął obowiązki dowódcy II batalionu. W kwietniu 1928 został przeniesiony do kadry oficerów piechoty z równoczesnym przydziałem do Dowództwa Okręgu Korpusu Nr III w Grodnie, w którym od 26 czerwca tego roku pełnił obowiązki szefa Oddziału Ogólnego. 31 października 1928 został przeniesiony w stan nieczynny na przeciąg 12 miesięcy. Później został oddany do dyspozycji szefa Departamentu Piechoty MSWojsk., a z dniem 31 marca 1930 przeniesiony w stan spoczynku. Po opuszczeniu szeregów wojska od 1932 był dziennikarzem w redakcji „Wieczoru Warszawskiego”. Mieszkał w Warszawie przy ul. Ordynackiej 5 m. 10, a w maju 1933 przy ul. Foksal 13 m. 9.
Zmarł w 1941 w Warszawie, w następstwie ran doznanych we wrześniu 1939. Został pochowany w grobie rodzinnym na Cmentarzu Wojskowym na Powązkach (kwatera A16-5-7/8).
Od 10 stycznia 1916 był żonaty z Heleną (Haliną) Manowarda de Jana (1892–1955), z którą miał troje dzieci: Barbarę Strasburger (1917–1986), Annę (1932–2020) i Stefana. Stefan Zawadzki ps. „Bolesław” (1919–2007), jako kapral podchorąży wziął udział w powstaniu warszawskim.

## Ordery i odznaczenia
- Krzyż Srebrny Orderu Wojskowego Virtuti Militari nr 4211[36][2][37][38]
- Krzyż Kawalerski Orderu Odrodzenia Polski – 30 kwietnia 1925 „za zasługi na polu historji wojskowości polskiej”[39][40]
- Krzyż Walecznych czterokrotnie[41][42]
- Krzyż Oficerski jugosłowiańskiego Orderu Świętego Sawy[41][3]
- Krzyż Kawalerski belgijskiego Orderu Korony[41][42]
- Krzyż Kawalerski francuskiego Orderu Legii Honorowej[41][3]

25 czerwca 1938 Komitet Krzyża i Medalu Niepodległości odrzucił wniosek o nadanie tego odznaczenia „Zawadzkiemu Bolesławowi ur. 1892 w Wilnie, w rodzinie Aleksandra i Ludwiki”, żołnierzowi byłego 6 pp LP. Tego samego dnia Komitet pozytywnie rozpatrzył wniosek o nadanie „Zawadzkiemu Bolesławowi, rannemu w 1915 pod Konarami”, żołnierzowi byłego 7 pp LP. Zarządzeniem z 27 czerwca 1938 Prezydent RP nadał wymienionemu Krzyż Niepodległości. Odrzucenie wniosku o nadanie Krzyża Niepodległości Bolesławowi Zawadzkiemu z byłego 6 pp LP jest zbieżne z tym, że jego nazwisko nie zostało wymienione w tomie I „Historii 6 Pułku Piechoty Legionów Józefa Piłsudskiego”, wydanym w 1939.

## Twórczość
- Kampanja jesienna w Prusach Wschodnich : sierpień - wrzesień 1914 r.. Warszawa: Wojskowy Instytut Naukowo-Wydawniczy, 1924, seria: Studja z wojny światowej. Brak numerów stron w książce